# MTV Presents Laguna Beach: Summer Can Last Forever

## Sinopse
Esse CD apresenta 14 faixas das três primeiras temporadas de Laguna Beach, um pôster com as estrelas da série, diálogos dos personagens e a versão acústica de "It Ends Tonight". Artistas como Hilary Duff e Vaughan Penn estão presentes no repertório.

## Faixas
1. Hilary Duff - Come Clean

2. Dialogue - Bathing Suit Shopping    

3. Soulkid # 1 - More Bounce In California    

4. The All-American Rejects - It Ends Tonight ( Acoustic)    

5. Ginger Sling - Out of My Head    

6. Dialogue - A Black And White Affair    

7. Sugarcult - Bouncing Off the Walls    

8. New Found Glory - It´s Noy Your Fault    

9. Long Beach Shortbus - California Grace    

10. Dialogue - So Good Looking    

11. Vaughan Penn - I Can´t Help Myself    

12. Dashboard Confessional - Rooftops And Invitations    

13. Dialogue - Tessa´s Surprise Party    

14. Angels & Airwaves - The Adventure    

15. Lifehouse - You And Me    

16. +44 - When Your Heart Stops Beating    

17. Alissa Moreno - Next Time    

18. Dialogue - Going Home    

19. Atherton - California